# Scolopocryptops capillepidatus
Scolopocryptops capillepidatus är en mångfotingart som först beskrevs av Masatoshi Takakuwa 1938.  Scolopocryptops capillepidatus ingår i släktet Scolopocryptops och familjen Scolopocryptopidae.
Artens utbredningsområde är Taiwan. Inga underarter finns listade i Catalogue of Life.